# Lagarde-d'Apt
Lagarde-d'Apt is een gemeente in het Franse departement Vaucluse (regio Provence-Alpes-Côte d'Azur) en telt 37 inwoners (2009). De plaats maakt deel uit van het arrondissement Apt.

## Geografie
De oppervlakte van Lagarde-d'Apt bedraagt 16,5 km², de bevolkingsdichtheid is dus 2,2 inwoners per km².
De onderstaande kaart toont de ligging van Lagarde-d'Apt met de belangrijkste infrastructuur en aangrenzende gemeenten.

## Demografie
Onderstaande figuur toont het verloop van het inwonertal (bron: INSEE-tellingen).